# セリトス
セリトス（Cerritos）は、アメリカ合衆国カリフォルニア州のロサンゼルス郡にある都市。人口は4万9578人（2020年）。ダウンタウン・ロサンゼルスの南東30キロメートルに位置している。

## 概要
ラミラダやアルテシア、ハワイアンガーデンズと隣接している。2020年アメリカ合衆国国勢調査によれば、市の人口の約6割はアジア系アメリカ人である。
岐阜県各務原市の姉妹都市である。